# Léon Eyrolles
Léon Eyrolles (* 14. Dezember 1861 in Tulle; † 3. Dezember 1945 vermutlich in Cachan) war ein französischer Politiker und Unternehmer. Er gründete 1891 die spätere École Spéciale des Travaux Publics du Bâtiment et de l’Industrie (ESTP) und neben dem Verlag Editions Eyrolles auch eine Bücherei (Librairie Eyrolles), die sich auf Themen des Fachhochschulwesens spezialisiert hat.
Eyrolles erkannte seine pädagogischen Fähigkeiten, indem er seinen Kameraden half, sich beruflich weiterzubilden. 1902 kaufte er in Cachan, einem Ort nahe Paris, ein großes Gelände, auf dem er später Ausbildungsstätten, Labore und ein Internat errichtete. Aus dieser Bauschule entwickelte sich die immer noch private École Spéciale des Travaux Publics, eine Grande école, an der heute Bauingenieure, Ingenieure für Haustechnik und Vermessungsingenieure ausgebildet werden.
Seit 1924 war Eyrolles Gemeinderatsmitglied von Cachan und Bürgermeister der Gemeinde von 1929 bis 1944 und damit in seiner letzten Amtszeit ältester Bürgermeister des Départementes Seine.